# Parque Lage
El Parque Henrique Lage, más conocido como Parque Lage, es un parque público de Río de Janeiro, localizado en las estribaciones del Corcovado, en la calle Jardín Botánico. Cubre una área de más de 52 hectáreas. Es monumento histórico y cultural de la ciudad de Río de Janeiro. Alberga, desde 1966, el Instituto de Bellas Artes y a la Escuela de Artes Visuales. Cuenta con jardines construidos según los modelos europeos y un palacio. A su vez, posee un acuario en argamasa y un estanque conocido como Lago de los Patos. A su vez, allí comienza el sendero que lleva a la cima del Corcovado.

## Historia
La historia del Parque Lage comienza en 1811, cuando Rodrigo de Freitas Mello y Castro adquirió unos terrenos perteneciente a Fagundes Varela, el ingenio de Azúcar del Rey, en el borde de la laguna. En 1840, el paisajista romántico inglés John Tyndale rediseñó el lugar.

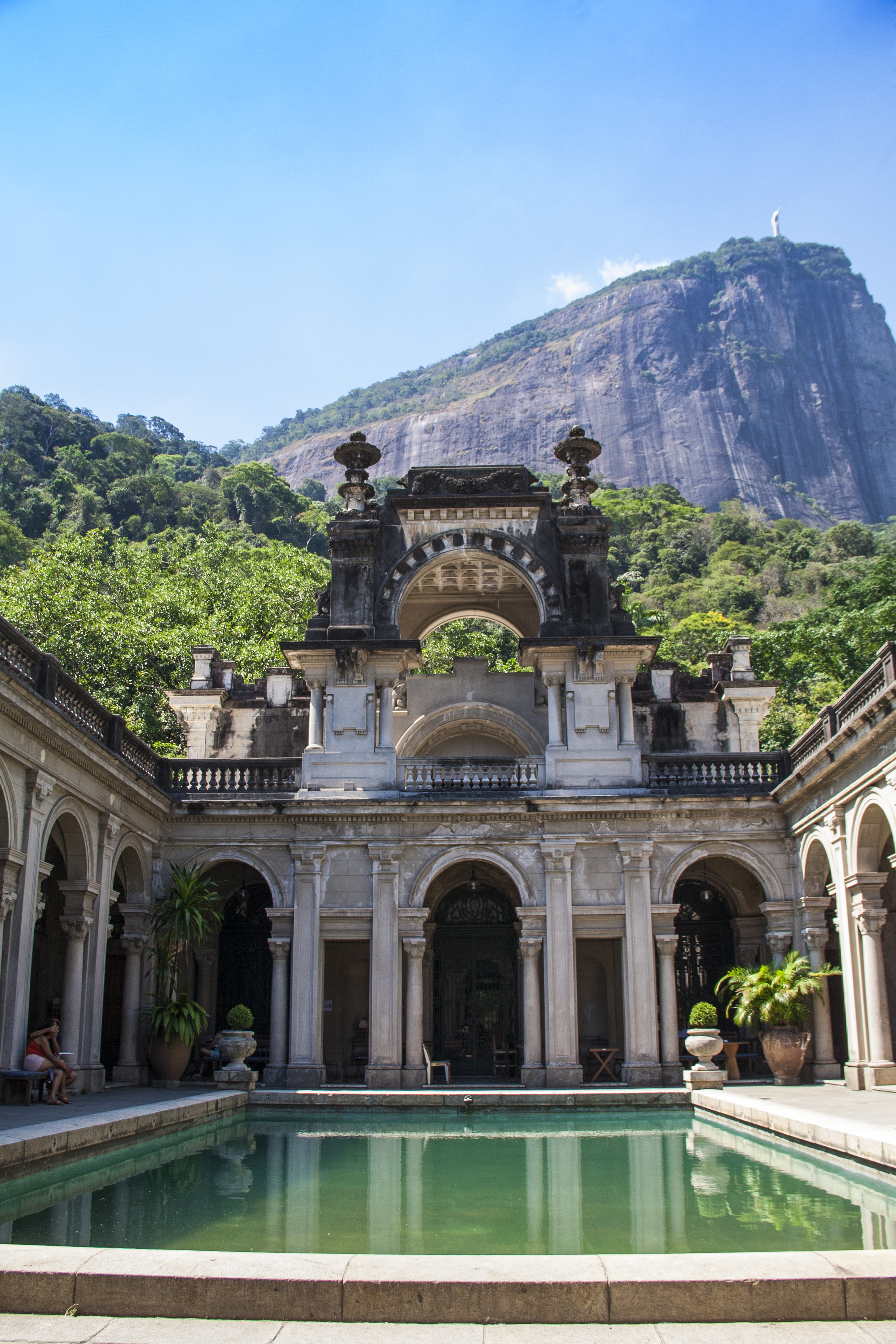
Patio del palacio, con la selva de la Tijuca y el cerro del Corcovado al fondo.

En 1859, este pasó a manos de Antônio Martins Lage. En ese entonces comienza a llamarse Parque de los Lage. En 1913, César de Sá Rabello se los compra, pero en 1920 Henrique Lage recupera la propiedad familiar.
En la década de 1920, Lage contrata al arquitecto italiano Mario Vodret para que remodele el palacio. Su estilo era bastante diferente, mezclando diferentes tendencias de la época, encuadrando sus trabajos en el periodo del arte que se denominaba ecléctico, el cual agradaba la cantante lírica italiana, esposa de Henrique Lage, Gabriella Besanzoni. 
En su centro hay un patio con piscina y, en su fachada, un pórtico bastante prominente. Los jardines fueron concebidos geométricamente, en consonancia con la majestuosidad de la mansión, de donde se avista lo muero del Corcovado.
El año de 1936, la esposa de Henrique Lages fundó la Sociedad del Teatro Lírico Brasileño y, en 1948, nuevos habitantes vienen para la mansión de los Lage, los sobrinos-nietos de Gabriela: Marina Colasanti y su hermano Arduíno Colassanti. En esta época, Gabriela Bezanzoni organizaba magníficas fiestas en que figuraban los más prominentes representantes de la sociedad carioca.
Sin embargo, endeudado con el Banco de Brasil por cuenta de negocios hechos con esta institución financiera, Henrique Lage necesitó deshacerse de parte de su patrimonio. Entregó parte de sus bienes al banco como pago y, la otra, vendió para empresarios particulares. A fin de hacer sobrevivir el Parque, y con la ayuda del gobernador Carlos Lacerda, fue nombrado patrimonio histórico y artístico. 
El 14 de junio de 1957 el Instituto del Patrimonio Histórico y Artístico Nacional (IPHAN) lo reconoció como monumento histórico y cultural de la ciudad de Río de Janeiro. En la década de 1960 parte del terreno llegó a ser comprado por el empresario Roberto Marino para la construcción de la sede de la TELE Globo. Sin embargo toda la propiedad fue expropiada y convertida en un parque público.
En 1966 fue instalado en el palacio el Instituto de Bellas Artes, institución que fue desmantelada durante la dictadura militar por iniciativa de Rubens Gerchman, su director. Desde 2004, es parte del parque nacional de la Tijuca, bajo la administración del Instituto Chico Mendes para la Conservación de la Biodiversidad.